# Claybrooke Magna
Pour l’article homonyme, voir Claybrooke.
Claybrooke Magna est une paroisse civile et un village du Leicestershire, en Angleterre.